# 费斯康
费斯康（法語：Fescamps）是法国皮卡第大区索姆省的一个市镇，属于蒙迪迪耶区蒙迪迪耶县。该市镇2009年时的人口为138人。

## 人口
费斯康人口变化图示
| 数据来源：INSEE |